# Shweli
Shweli (birm. ရွှေလီမြစ်) – rzeka w Mjanmie o długości 610 km i powierzchni zlewni 29 630 km², dopływ Irawadi. Stanowi fragment granicy chińsko-birmańskiej.